# Jan de Winter (honderdplusser)
Jan de Winter (Meppel, 10 oktober 1886 – Gorinchem, 12 juli 1994) was vanaf 14 april 1994 de oudste levende man van Nederland, na het overlijden van Reinier Pelgrom. Hij heeft deze titel 89 dagen gedragen.
De Winter overleed op de leeftijd van 107 jaar en 275 dagen. Zijn opvolger was Frits Rijkens.